# アントウェルペン王立芸術学院の人物一覧
アントウェルペン王立芸術学院の人物一覧は、アントウェルペンの美術学校、アカデミー、アントウェルペン王立芸術学院に関連する人物の一覧である。美術学校で 教えたり、学んだりした人物や、会員に選ばれた画家を示す。

## 人物一覧
| 名前                                  | 生没年    | 出身の国           | 備考・出典   | 作品例 |
| ------------------------------------- | --------- | ------------------ | ------------ | --- |
| ダフィット・テニールス                | 1610-1690 | ベルギー           | 画家、創立者 | ダフィット・テニールス フスタフ・ワッペルス ド・ケイゼル A・フラム フェルハス リンデンシュミット アルマ＝タデマ ヤン・ストバーツ ガースティン ウジェーヌ・ヨールス ヘイン・ケファー エフェルト・ピーテルス フレデリク・ホール エドワード・ホーネル J.E.バトラー モデスト・ユイス ヴァン・デ・ヴスタイン ストラーテン |
| ヘーラルト・ファン・スパーンドンク    | 1746-1822 | ベルギー           | 画家         | ダフィット・テニールス フスタフ・ワッペルス ド・ケイゼル A・フラム フェルハス リンデンシュミット アルマ＝タデマ ヤン・ストバーツ ガースティン ウジェーヌ・ヨールス ヘイン・ケファー エフェルト・ピーテルス フレデリク・ホール エドワード・ホーネル J.E.バトラー モデスト・ユイス ヴァン・デ・ヴスタイン ストラーテン |
| フィリップ＝ジャック・ヴァン・ブリー  | 1786-1871 | ベルギー           | 画家         | ダフィット・テニールス フスタフ・ワッペルス ド・ケイゼル A・フラム フェルハス リンデンシュミット アルマ＝タデマ ヤン・ストバーツ ガースティン ウジェーヌ・ヨールス ヘイン・ケファー エフェルト・ピーテルス フレデリク・ホール エドワード・ホーネル J.E.バトラー モデスト・ユイス ヴァン・デ・ヴスタイン ストラーテン |
| ヤン・バティスト・デ・ヨンヘ          | 1787-1845 | ベルギー           | 画家         | ダフィット・テニールス フスタフ・ワッペルス ド・ケイゼル A・フラム フェルハス リンデンシュミット アルマ＝タデマ ヤン・ストバーツ ガースティン ウジェーヌ・ヨールス ヘイン・ケファー エフェルト・ピーテルス フレデリク・ホール エドワード・ホーネル J.E.バトラー モデスト・ユイス ヴァン・デ・ヴスタイン ストラーテン |
| フェルディナンド・デ・ブラーケレール  | 1792-1883 | ベルギー           | 画家         | ダフィット・テニールス フスタフ・ワッペルス ド・ケイゼル A・フラム フェルハス リンデンシュミット アルマ＝タデマ ヤン・ストバーツ ガースティン ウジェーヌ・ヨールス ヘイン・ケファー エフェルト・ピーテルス フレデリク・ホール エドワード・ホーネル J.E.バトラー モデスト・ユイス ヴァン・デ・ヴスタイン ストラーテン |
| フスタフ・ワッペルス                  | 1803-1874 | ベルギー           | 画家、校長   | ダフィット・テニールス フスタフ・ワッペルス ド・ケイゼル A・フラム フェルハス リンデンシュミット アルマ＝タデマ ヤン・ストバーツ ガースティン ウジェーヌ・ヨールス ヘイン・ケファー エフェルト・ピーテルス フレデリク・ホール エドワード・ホーネル J.E.バトラー モデスト・ユイス ヴァン・デ・ヴスタイン ストラーテン |
| フリードリヒ・プレラー                | 1804-1878 | ドイツ             | 画家         | ダフィット・テニールス フスタフ・ワッペルス ド・ケイゼル A・フラム フェルハス リンデンシュミット アルマ＝タデマ ヤン・ストバーツ ガースティン ウジェーヌ・ヨールス ヘイン・ケファー エフェルト・ピーテルス フレデリク・ホール エドワード・ホーネル J.E.バトラー モデスト・ユイス ヴァン・デ・ヴスタイン ストラーテン |
| ギヨーム・ギーフ                      | 1805-1883 | ベルギー           | 彫刻         | ダフィット・テニールス フスタフ・ワッペルス ド・ケイゼル A・フラム フェルハス リンデンシュミット アルマ＝タデマ ヤン・ストバーツ ガースティン ウジェーヌ・ヨールス ヘイン・ケファー エフェルト・ピーテルス フレデリク・ホール エドワード・ホーネル J.E.バトラー モデスト・ユイス ヴァン・デ・ヴスタイン ストラーテン |
| アントワーヌ・ヴィールツ              | 1806-1865 | ベルギー           | 画家         | ダフィット・テニールス フスタフ・ワッペルス ド・ケイゼル A・フラム フェルハス リンデンシュミット アルマ＝タデマ ヤン・ストバーツ ガースティン ウジェーヌ・ヨールス ヘイン・ケファー エフェルト・ピーテルス フレデリク・ホール エドワード・ホーネル J.E.バトラー モデスト・ユイス ヴァン・デ・ヴスタイン ストラーテン |
| エマニュエル・ノテルマン              | 1808-1863 | ベルギー           | 画家、教授   | ダフィット・テニールス フスタフ・ワッペルス ド・ケイゼル A・フラム フェルハス リンデンシュミット アルマ＝タデマ ヤン・ストバーツ ガースティン ウジェーヌ・ヨールス ヘイン・ケファー エフェルト・ピーテルス フレデリク・ホール エドワード・ホーネル J.E.バトラー モデスト・ユイス ヴァン・デ・ヴスタイン ストラーテン |
| ルイ・ガレ                            | 1810-1887 | ベルギー           | 画家         | ダフィット・テニールス フスタフ・ワッペルス ド・ケイゼル A・フラム フェルハス リンデンシュミット アルマ＝タデマ ヤン・ストバーツ ガースティン ウジェーヌ・ヨールス ヘイン・ケファー エフェルト・ピーテルス フレデリク・ホール エドワード・ホーネル J.E.バトラー モデスト・ユイス ヴァン・デ・ヴスタイン ストラーテン |
| ヤコブ・ヤコブス                      | 1812-1879 | ベルギー           | 画家         | ダフィット・テニールス フスタフ・ワッペルス ド・ケイゼル A・フラム フェルハス リンデンシュミット アルマ＝タデマ ヤン・ストバーツ ガースティン ウジェーヌ・ヨールス ヘイン・ケファー エフェルト・ピーテルス フレデリク・ホール エドワード・ホーネル J.E.バトラー モデスト・ユイス ヴァン・デ・ヴスタイン ストラーテン |
| ニケーズ・ド・ケイゼル                | 1813-1887 | ベルギー           | 画家、教授   | ダフィット・テニールス フスタフ・ワッペルス ド・ケイゼル A・フラム フェルハス リンデンシュミット アルマ＝タデマ ヤン・ストバーツ ガースティン ウジェーヌ・ヨールス ヘイン・ケファー エフェルト・ピーテルス フレデリク・ホール エドワード・ホーネル J.E.バトラー モデスト・ユイス ヴァン・デ・ヴスタイン ストラーテン |
| ヘンドリク・レイス                    | 1815-1869 | ベルギー           | 画家         | ダフィット・テニールス フスタフ・ワッペルス ド・ケイゼル A・フラム フェルハス リンデンシュミット アルマ＝タデマ ヤン・ストバーツ ガースティン ウジェーヌ・ヨールス ヘイン・ケファー エフェルト・ピーテルス フレデリク・ホール エドワード・ホーネル J.E.バトラー モデスト・ユイス ヴァン・デ・ヴスタイン ストラーテン |
| カレル・ヤヴーレク                    | 1815-1909 | チェコ             | 画家         | ダフィット・テニールス フスタフ・ワッペルス ド・ケイゼル A・フラム フェルハス リンデンシュミット アルマ＝タデマ ヤン・ストバーツ ガースティン ウジェーヌ・ヨールス ヘイン・ケファー エフェルト・ピーテルス フレデリク・ホール エドワード・ホーネル J.E.バトラー モデスト・ユイス ヴァン・デ・ヴスタイン ストラーテン |
| シャルル・オーギュスト・フレカン      | 1817-1893 | ベルギー           | 彫刻家、中退 | ダフィット・テニールス フスタフ・ワッペルス ド・ケイゼル A・フラム フェルハス リンデンシュミット アルマ＝タデマ ヤン・ストバーツ ガースティン ウジェーヌ・ヨールス ヘイン・ケファー エフェルト・ピーテルス フレデリク・ホール エドワード・ホーネル J.E.バトラー モデスト・ユイス ヴァン・デ・ヴスタイン ストラーテン |
| ジョセフ・ファン・セーフェルドンク    | 1819-1905 | ベルギー           | 画家         | ダフィット・テニールス フスタフ・ワッペルス ド・ケイゼル A・フラム フェルハス リンデンシュミット アルマ＝タデマ ヤン・ストバーツ ガースティン ウジェーヌ・ヨールス ヘイン・ケファー エフェルト・ピーテルス フレデリク・ホール エドワード・ホーネル J.E.バトラー モデスト・ユイス ヴァン・デ・ヴスタイン ストラーテン |
| エルネスト・スリンゲナイヤー          | 1820-1894 | ベルギー           | 画家         | ダフィット・テニールス フスタフ・ワッペルス ド・ケイゼル A・フラム フェルハス リンデンシュミット アルマ＝タデマ ヤン・ストバーツ ガースティン ウジェーヌ・ヨールス ヘイン・ケファー エフェルト・ピーテルス フレデリク・ホール エドワード・ホーネル J.E.バトラー モデスト・ユイス ヴァン・デ・ヴスタイン ストラーテン |
| フォード・マドックス・ブラウン        | 1821-1893 | イギリス           | 画家         | ダフィット・テニールス フスタフ・ワッペルス ド・ケイゼル A・フラム フェルハス リンデンシュミット アルマ＝タデマ ヤン・ストバーツ ガースティン ウジェーヌ・ヨールス ヘイン・ケファー エフェルト・ピーテルス フレデリク・ホール エドワード・ホーネル J.E.バトラー モデスト・ユイス ヴァン・デ・ヴスタイン ストラーテン |
| アルベルト・フラム                    | 1823-1906 | ドイツ             | 画家         | ダフィット・テニールス フスタフ・ワッペルス ド・ケイゼル A・フラム フェルハス リンデンシュミット アルマ＝タデマ ヤン・ストバーツ ガースティン ウジェーヌ・ヨールス ヘイン・ケファー エフェルト・ピーテルス フレデリク・ホール エドワード・ホーネル J.E.バトラー モデスト・ユイス ヴァン・デ・ヴスタイン ストラーテン |
| パウル・ヴェーバー                    | 1823-1916 | ドイツ             | 画家         | ダフィット・テニールス フスタフ・ワッペルス ド・ケイゼル A・フラム フェルハス リンデンシュミット アルマ＝タデマ ヤン・ストバーツ ガースティン ウジェーヌ・ヨールス ヘイン・ケファー エフェルト・ピーテルス フレデリク・ホール エドワード・ホーネル J.E.バトラー モデスト・ユイス ヴァン・デ・ヴスタイン ストラーテン |
| ジョゼフ・ヴァン・レリウス            | 1823-1876 | ドイツ             | 1860-教授    | ダフィット・テニールス フスタフ・ワッペルス ド・ケイゼル A・フラム フェルハス リンデンシュミット アルマ＝タデマ ヤン・ストバーツ ガースティン ウジェーヌ・ヨールス ヘイン・ケファー エフェルト・ピーテルス フレデリク・ホール エドワード・ホーネル J.E.バトラー モデスト・ユイス ヴァン・デ・ヴスタイン ストラーテン |
| シャルル・ヴェルラ                    | 1824-1890 | ベルギー           | 画家、教授   | ダフィット・テニールス フスタフ・ワッペルス ド・ケイゼル A・フラム フェルハス リンデンシュミット アルマ＝タデマ ヤン・ストバーツ ガースティン ウジェーヌ・ヨールス ヘイン・ケファー エフェルト・ピーテルス フレデリク・ホール エドワード・ホーネル J.E.バトラー モデスト・ユイス ヴァン・デ・ヴスタイン ストラーテン |
| フランス・フェルハス                  | 1827-1897 | ベルギー           | 画家         | ダフィット・テニールス フスタフ・ワッペルス ド・ケイゼル A・フラム フェルハス リンデンシュミット アルマ＝タデマ ヤン・ストバーツ ガースティン ウジェーヌ・ヨールス ヘイン・ケファー エフェルト・ピーテルス フレデリク・ホール エドワード・ホーネル J.E.バトラー モデスト・ユイス ヴァン・デ・ヴスタイン ストラーテン |
| エミール・ヒュンテン                  | 1827-1902 | ドイツ             | 画家         | ダフィット・テニールス フスタフ・ワッペルス ド・ケイゼル A・フラム フェルハス リンデンシュミット アルマ＝タデマ ヤン・ストバーツ ガースティン ウジェーヌ・ヨールス ヘイン・ケファー エフェルト・ピーテルス フレデリク・ホール エドワード・ホーネル J.E.バトラー モデスト・ユイス ヴァン・デ・ヴスタイン ストラーテン |
| ジュール・ブルトン                    | 1827-1906 | フランス           | 画家         | ダフィット・テニールス フスタフ・ワッペルス ド・ケイゼル A・フラム フェルハス リンデンシュミット アルマ＝タデマ ヤン・ストバーツ ガースティン ウジェーヌ・ヨールス ヘイン・ケファー エフェルト・ピーテルス フレデリク・ホール エドワード・ホーネル J.E.バトラー モデスト・ユイス ヴァン・デ・ヴスタイン ストラーテン |
| ヨーゼフ・コーゼマンス                | 1828-1904 | ベルギー           | 画家、教授   | ダフィット・テニールス フスタフ・ワッペルス ド・ケイゼル A・フラム フェルハス リンデンシュミット アルマ＝タデマ ヤン・ストバーツ ガースティン ウジェーヌ・ヨールス ヘイン・ケファー エフェルト・ピーテルス フレデリク・ホール エドワード・ホーネル J.E.バトラー モデスト・ユイス ヴァン・デ・ヴスタイン ストラーテン |
| アンゼルム・フォイエルバッハ          | 1829-1880 | ドイツ             | 画家         | ダフィット・テニールス フスタフ・ワッペルス ド・ケイゼル A・フラム フェルハス リンデンシュミット アルマ＝タデマ ヤン・ストバーツ ガースティン ウジェーヌ・ヨールス ヘイン・ケファー エフェルト・ピーテルス フレデリク・ホール エドワード・ホーネル J.E.バトラー モデスト・ユイス ヴァン・デ・ヴスタイン ストラーテン |
| ヴィルヘルム・リンデンシュミット (子) | 1829-1895 | ドイツ             | 画家         | ダフィット・テニールス フスタフ・ワッペルス ド・ケイゼル A・フラム フェルハス リンデンシュミット アルマ＝タデマ ヤン・ストバーツ ガースティン ウジェーヌ・ヨールス ヘイン・ケファー エフェルト・ピーテルス フレデリク・ホール エドワード・ホーネル J.E.バトラー モデスト・ユイス ヴァン・デ・ヴスタイン ストラーテン |
| フェルディナンド・パウウェルス        | 1830-1904 | ベルギー           | 画家         | ダフィット・テニールス フスタフ・ワッペルス ド・ケイゼル A・フラム フェルハス リンデンシュミット アルマ＝タデマ ヤン・ストバーツ ガースティン ウジェーヌ・ヨールス ヘイン・ケファー エフェルト・ピーテルス フレデリク・ホール エドワード・ホーネル J.E.バトラー モデスト・ユイス ヴァン・デ・ヴスタイン ストラーテン |
| ヤロスラフ・チェルマーク              | 1830-1878 | チェコ             | 画家         | ダフィット・テニールス フスタフ・ワッペルス ド・ケイゼル A・フラム フェルハス リンデンシュミット アルマ＝タデマ ヤン・ストバーツ ガースティン ウジェーヌ・ヨールス ヘイン・ケファー エフェルト・ピーテルス フレデリク・ホール エドワード・ホーネル J.E.バトラー モデスト・ユイス ヴァン・デ・ヴスタイン ストラーテン |
| ヴィルヘルム・ブッシュ                | 1832-1908 | ドイツ             | 画家         | ダフィット・テニールス フスタフ・ワッペルス ド・ケイゼル A・フラム フェルハス リンデンシュミット アルマ＝タデマ ヤン・ストバーツ ガースティン ウジェーヌ・ヨールス ヘイン・ケファー エフェルト・ピーテルス フレデリク・ホール エドワード・ホーネル J.E.バトラー モデスト・ユイス ヴァン・デ・ヴスタイン ストラーテン |
| ヤン・フェルハス                      | 1834-1896 | ベルギー           | 画家         | ダフィット・テニールス フスタフ・ワッペルス ド・ケイゼル A・フラム フェルハス リンデンシュミット アルマ＝タデマ ヤン・ストバーツ ガースティン ウジェーヌ・ヨールス ヘイン・ケファー エフェルト・ピーテルス フレデリク・ホール エドワード・ホーネル J.E.バトラー モデスト・ユイス ヴァン・デ・ヴスタイン ストラーテン |
| イジドール・メイエール                | 1836-1916 | ベルギー           | 画家         | ダフィット・テニールス フスタフ・ワッペルス ド・ケイゼル A・フラム フェルハス リンデンシュミット アルマ＝タデマ ヤン・ストバーツ ガースティン ウジェーヌ・ヨールス ヘイン・ケファー エフェルト・ピーテルス フレデリク・ホール エドワード・ホーネル J.E.バトラー モデスト・ユイス ヴァン・デ・ヴスタイン ストラーテン |
| ローレンス・アルマ＝タデマ            | 1836-1912 | オランダ           | 画家         | ダフィット・テニールス フスタフ・ワッペルス ド・ケイゼル A・フラム フェルハス リンデンシュミット アルマ＝タデマ ヤン・ストバーツ ガースティン ウジェーヌ・ヨールス ヘイン・ケファー エフェルト・ピーテルス フレデリク・ホール エドワード・ホーネル J.E.バトラー モデスト・ユイス ヴァン・デ・ヴスタイン ストラーテン |
| ヤコブ・マリス                        | 1837-1899 | オランダ           | 画家         | ダフィット・テニールス フスタフ・ワッペルス ド・ケイゼル A・フラム フェルハス リンデンシュミット アルマ＝タデマ ヤン・ストバーツ ガースティン ウジェーヌ・ヨールス ヘイン・ケファー エフェルト・ピーテルス フレデリク・ホール エドワード・ホーネル J.E.バトラー モデスト・ユイス ヴァン・デ・ヴスタイン ストラーテン |
| ヤン・ストバーツ                      | 1838-1914 | ベルギー           | 画家         | ダフィット・テニールス フスタフ・ワッペルス ド・ケイゼル A・フラム フェルハス リンデンシュミット アルマ＝タデマ ヤン・ストバーツ ガースティン ウジェーヌ・ヨールス ヘイン・ケファー エフェルト・ピーテルス フレデリク・ホール エドワード・ホーネル J.E.バトラー モデスト・ユイス ヴァン・デ・ヴスタイン ストラーテン |
| マティス・マリス                      | 1839-1917 | オランダ           | 画家         | ダフィット・テニールス フスタフ・ワッペルス ド・ケイゼル A・フラム フェルハス リンデンシュミット アルマ＝タデマ ヤン・ストバーツ ガースティン ウジェーヌ・ヨールス ヘイン・ケファー エフェルト・ピーテルス フレデリク・ホール エドワード・ホーネル J.E.バトラー モデスト・ユイス ヴァン・デ・ヴスタイン ストラーテン |
| アンリ・デ・ブラーケレール            | 1840-1888 | オランダ           | 画家         | ダフィット・テニールス フスタフ・ワッペルス ド・ケイゼル A・フラム フェルハス リンデンシュミット アルマ＝タデマ ヤン・ストバーツ ガースティン ウジェーヌ・ヨールス ヘイン・ケファー エフェルト・ピーテルス フレデリク・ホール エドワード・ホーネル J.E.バトラー モデスト・ユイス ヴァン・デ・ヴスタイン ストラーテン |
| チャールズ・ネーピア・ヘミー          | 1841-1917 | イギリス           | 画家         | ダフィット・テニールス フスタフ・ワッペルス ド・ケイゼル A・フラム フェルハス リンデンシュミット アルマ＝タデマ ヤン・ストバーツ ガースティン ウジェーヌ・ヨールス ヘイン・ケファー エフェルト・ピーテルス フレデリク・ホール エドワード・ホーネル J.E.バトラー モデスト・ユイス ヴァン・デ・ヴスタイン ストラーテン |
| ウィリス・シーヴァー・アダムス        | 1842-1921 | アメリカ合衆国     | 画家         | ダフィット・テニールス フスタフ・ワッペルス ド・ケイゼル A・フラム フェルハス リンデンシュミット アルマ＝タデマ ヤン・ストバーツ ガースティン ウジェーヌ・ヨールス ヘイン・ケファー エフェルト・ピーテルス フレデリク・ホール エドワード・ホーネル J.E.バトラー モデスト・ユイス ヴァン・デ・ヴスタイン ストラーテン |
| アルベルト・ヌーハイス                | 1844-1914 | オランダ           | 画家         | ダフィット・テニールス フスタフ・ワッペルス ド・ケイゼル A・フラム フェルハス リンデンシュミット アルマ＝タデマ ヤン・ストバーツ ガースティン ウジェーヌ・ヨールス ヘイン・ケファー エフェルト・ピーテルス フレデリク・ホール エドワード・ホーネル J.E.バトラー モデスト・ユイス ヴァン・デ・ヴスタイン ストラーテン |
| エミール・オットー・グルントマン      | 1844-1890 | ドイツ             | 画家         | ダフィット・テニールス フスタフ・ワッペルス ド・ケイゼル A・フラム フェルハス リンデンシュミット アルマ＝タデマ ヤン・ストバーツ ガースティン ウジェーヌ・ヨールス ヘイン・ケファー エフェルト・ピーテルス フレデリク・ホール エドワード・ホーネル J.E.バトラー モデスト・ユイス ヴァン・デ・ヴスタイン ストラーテン |
| エヴァリスト・カルペンティエ          | 1845-1922 | ベルギー           | 画家         | ダフィット・テニールス フスタフ・ワッペルス ド・ケイゼル A・フラム フェルハス リンデンシュミット アルマ＝タデマ ヤン・ストバーツ ガースティン ウジェーヌ・ヨールス ヘイン・ケファー エフェルト・ピーテルス フレデリク・ホール エドワード・ホーネル J.E.バトラー モデスト・ユイス ヴァン・デ・ヴスタイン ストラーテン |
| ノーマン・ガースティン                | 1847-1926 | アイルランド       | 画家         | ダフィット・テニールス フスタフ・ワッペルス ド・ケイゼル A・フラム フェルハス リンデンシュミット アルマ＝タデマ ヤン・ストバーツ ガースティン ウジェーヌ・ヨールス ヘイン・ケファー エフェルト・ピーテルス フレデリク・ホール エドワード・ホーネル J.E.バトラー モデスト・ユイス ヴァン・デ・ヴスタイン ストラーテン |
| フランシス・デーヴィス・ミレー        | 1848-1912 | アメリカ合衆国     | 画家         | ダフィット・テニールス フスタフ・ワッペルス ド・ケイゼル A・フラム フェルハス リンデンシュミット アルマ＝タデマ ヤン・ストバーツ ガースティン ウジェーヌ・ヨールス ヘイン・ケファー エフェルト・ピーテルス フレデリク・ホール エドワード・ホーネル J.E.バトラー モデスト・ユイス ヴァン・デ・ヴスタイン ストラーテン |
| エミール・クラウス                    | 1849-1924 | ベルギー           | 画家         | ダフィット・テニールス フスタフ・ワッペルス ド・ケイゼル A・フラム フェルハス リンデンシュミット アルマ＝タデマ ヤン・ストバーツ ガースティン ウジェーヌ・ヨールス ヘイン・ケファー エフェルト・ピーテルス フレデリク・ホール エドワード・ホーネル J.E.バトラー モデスト・ユイス ヴァン・デ・ヴスタイン ストラーテン |
| ウジェーヌ・ヨールス                  | 1850-1910 | ベルギー           | 画家、教授   | ダフィット・テニールス フスタフ・ワッペルス ド・ケイゼル A・フラム フェルハス リンデンシュミット アルマ＝タデマ ヤン・ストバーツ ガースティン ウジェーヌ・ヨールス ヘイン・ケファー エフェルト・ピーテルス フレデリク・ホール エドワード・ホーネル J.E.バトラー モデスト・ユイス ヴァン・デ・ヴスタイン ストラーテン |
| トマ・ヴァンソット                    | 1850-1925 | ベルギー           | 彫刻家、教授 | ダフィット・テニールス フスタフ・ワッペルス ド・ケイゼル A・フラム フェルハス リンデンシュミット アルマ＝タデマ ヤン・ストバーツ ガースティン ウジェーヌ・ヨールス ヘイン・ケファー エフェルト・ピーテルス フレデリク・ホール エドワード・ホーネル J.E.バトラー モデスト・ユイス ヴァン・デ・ヴスタイン ストラーテン |
| アロイース・ブードリー                | 1851-1938 | ベルギー           | 画家         | ダフィット・テニールス フスタフ・ワッペルス ド・ケイゼル A・フラム フェルハス リンデンシュミット アルマ＝タデマ ヤン・ストバーツ ガースティン ウジェーヌ・ヨールス ヘイン・ケファー エフェルト・ピーテルス フレデリク・ホール エドワード・ホーネル J.E.バトラー モデスト・ユイス ヴァン・デ・ヴスタイン ストラーテン |
| ヤン・ファン・ベールス                | 1852-1927 | ベルギー           | 画家、教授   | ダフィット・テニールス フスタフ・ワッペルス ド・ケイゼル A・フラム フェルハス リンデンシュミット アルマ＝タデマ ヤン・ストバーツ ガースティン ウジェーヌ・ヨールス ヘイン・ケファー エフェルト・ピーテルス フレデリク・ホール エドワード・ホーネル J.E.バトラー モデスト・ユイス ヴァン・デ・ヴスタイン ストラーテン |
| ピート・フェルハールト                | 1852-1908 | ベルギー           | 画家         | ダフィット・テニールス フスタフ・ワッペルス ド・ケイゼル A・フラム フェルハス リンデンシュミット アルマ＝タデマ ヤン・ストバーツ ガースティン ウジェーヌ・ヨールス ヘイン・ケファー エフェルト・ピーテルス フレデリク・ホール エドワード・ホーネル J.E.バトラー モデスト・ユイス ヴァン・デ・ヴスタイン ストラーテン |
| レミー・コッヘ                        | 1854-1935 | ベルギー           | 画家         | ダフィット・テニールス フスタフ・ワッペルス ド・ケイゼル A・フラム フェルハス リンデンシュミット アルマ＝タデマ ヤン・ストバーツ ガースティン ウジェーヌ・ヨールス ヘイン・ケファー エフェルト・ピーテルス フレデリク・ホール エドワード・ホーネル J.E.バトラー モデスト・ユイス ヴァン・デ・ヴスタイン ストラーテン |
| アルベルト・エデルフェルト            | 1854-1905 | フィンランド       | 画家         | ダフィット・テニールス フスタフ・ワッペルス ド・ケイゼル A・フラム フェルハス リンデンシュミット アルマ＝タデマ ヤン・ストバーツ ガースティン ウジェーヌ・ヨールス ヘイン・ケファー エフェルト・ピーテルス フレデリク・ホール エドワード・ホーネル J.E.バトラー モデスト・ユイス ヴァン・デ・ヴスタイン ストラーテン |
| ヘイン・ケファー                      | 1854-1922 | オランダ           | 画家         | ダフィット・テニールス フスタフ・ワッペルス ド・ケイゼル A・フラム フェルハス リンデンシュミット アルマ＝タデマ ヤン・ストバーツ ガースティン ウジェーヌ・ヨールス ヘイン・ケファー エフェルト・ピーテルス フレデリク・ホール エドワード・ホーネル J.E.バトラー モデスト・ユイス ヴァン・デ・ヴスタイン ストラーテン |
| トーマス・クーパー・ゴッチ            | 1854-1931 | イギリス           | 画家         | ダフィット・テニールス フスタフ・ワッペルス ド・ケイゼル A・フラム フェルハス リンデンシュミット アルマ＝タデマ ヤン・ストバーツ ガースティン ウジェーヌ・ヨールス ヘイン・ケファー エフェルト・ピーテルス フレデリク・ホール エドワード・ホーネル J.E.バトラー モデスト・ユイス ヴァン・デ・ヴスタイン ストラーテン |
| エドゥアルト・デ・ヤンス              | 1855-1919 | ベルギー           | 画家、教授   | ダフィット・テニールス フスタフ・ワッペルス ド・ケイゼル A・フラム フェルハス リンデンシュミット アルマ＝タデマ ヤン・ストバーツ ガースティン ウジェーヌ・ヨールス ヘイン・ケファー エフェルト・ピーテルス フレデリク・ホール エドワード・ホーネル J.E.バトラー モデスト・ユイス ヴァン・デ・ヴスタイン ストラーテン |
| エドウィン・ハリス                    | 1855-1906 | イギリス           | 画家         | ダフィット・テニールス フスタフ・ワッペルス ド・ケイゼル A・フラム フェルハス リンデンシュミット アルマ＝タデマ ヤン・ストバーツ ガースティン ウジェーヌ・ヨールス ヘイン・ケファー エフェルト・ピーテルス フレデリク・ホール エドワード・ホーネル J.E.バトラー モデスト・ユイス ヴァン・デ・ヴスタイン ストラーテン |
| ジェラール・ポルティーリエ            | 1856-1929 | ベルギー           | 画家、教授   | ダフィット・テニールス フスタフ・ワッペルス ド・ケイゼル A・フラム フェルハス リンデンシュミット アルマ＝タデマ ヤン・ストバーツ ガースティン ウジェーヌ・ヨールス ヘイン・ケファー エフェルト・ピーテルス フレデリク・ホール エドワード・ホーネル J.E.バトラー モデスト・ユイス ヴァン・デ・ヴスタイン ストラーテン |
| エフェルト・ピーテルス                | 1856-1932 | オランダ           | 画家         | ダフィット・テニールス フスタフ・ワッペルス ド・ケイゼル A・フラム フェルハス リンデンシュミット アルマ＝タデマ ヤン・ストバーツ ガースティン ウジェーヌ・ヨールス ヘイン・ケファー エフェルト・ピーテルス フレデリク・ホール エドワード・ホーネル J.E.バトラー モデスト・ユイス ヴァン・デ・ヴスタイン ストラーテン |
| ラルフ・トッド                        | 1856-1932 | イギリス           | 画家         | ダフィット・テニールス フスタフ・ワッペルス ド・ケイゼル A・フラム フェルハス リンデンシュミット アルマ＝タデマ ヤン・ストバーツ ガースティン ウジェーヌ・ヨールス ヘイン・ケファー エフェルト・ピーテルス フレデリク・ホール エドワード・ホーネル J.E.バトラー モデスト・ユイス ヴァン・デ・ヴスタイン ストラーテン |
| フランク・ブラムリー                  | 1857-1915 | イギリス           | 画家         | ダフィット・テニールス フスタフ・ワッペルス ド・ケイゼル A・フラム フェルハス リンデンシュミット アルマ＝タデマ ヤン・ストバーツ ガースティン ウジェーヌ・ヨールス ヘイン・ケファー エフェルト・ピーテルス フレデリク・ホール エドワード・ホーネル J.E.バトラー モデスト・ユイス ヴァン・デ・ヴスタイン ストラーテン |
| ジョセフ・ヘンリー・シャープ          | 1859-1953 | アメリカ合衆国     | 画家         | ダフィット・テニールス フスタフ・ワッペルス ド・ケイゼル A・フラム フェルハス リンデンシュミット アルマ＝タデマ ヤン・ストバーツ ガースティン ウジェーヌ・ヨールス ヘイン・ケファー エフェルト・ピーテルス フレデリク・ホール エドワード・ホーネル J.E.バトラー モデスト・ユイス ヴァン・デ・ヴスタイン ストラーテン |
| フレデリク・ホール                    | 1860-1948 | イギリス           | 画家         | ダフィット・テニールス フスタフ・ワッペルス ド・ケイゼル A・フラム フェルハス リンデンシュミット アルマ＝タデマ ヤン・ストバーツ ガースティン ウジェーヌ・ヨールス ヘイン・ケファー エフェルト・ピーテルス フレデリク・ホール エドワード・ホーネル J.E.バトラー モデスト・ユイス ヴァン・デ・ヴスタイン ストラーテン |
| ヤン・ヘンドリク・スヘルテマ          | 1861-1941 | オランダ           | 画家         | ダフィット・テニールス フスタフ・ワッペルス ド・ケイゼル A・フラム フェルハス リンデンシュミット アルマ＝タデマ ヤン・ストバーツ ガースティン ウジェーヌ・ヨールス ヘイン・ケファー エフェルト・ピーテルス フレデリク・ホール エドワード・ホーネル J.E.バトラー モデスト・ユイス ヴァン・デ・ヴスタイン ストラーテン |
| エドワード・ホーネル                  | 1864-1933 | イギリス           | 画家         | ダフィット・テニールス フスタフ・ワッペルス ド・ケイゼル A・フラム フェルハス リンデンシュミット アルマ＝タデマ ヤン・ストバーツ ガースティン ウジェーヌ・ヨールス ヘイン・ケファー エフェルト・ピーテルス フレデリク・ホール エドワード・ホーネル J.E.バトラー モデスト・ユイス ヴァン・デ・ヴスタイン ストラーテン |
| アルベール・シャンベルラーニ          | 1864-1956 | ベルギー           | 1919-教授    | ダフィット・テニールス フスタフ・ワッペルス ド・ケイゼル A・フラム フェルハス リンデンシュミット アルマ＝タデマ ヤン・ストバーツ ガースティン ウジェーヌ・ヨールス ヘイン・ケファー エフェルト・ピーテルス フレデリク・ホール エドワード・ホーネル J.E.バトラー モデスト・ユイス ヴァン・デ・ヴスタイン ストラーテン |
| ジョージ・エドマンド・バトラー        | 1872-1936 | ニュージーランド   | 画家         | ダフィット・テニールス フスタフ・ワッペルス ド・ケイゼル A・フラム フェルハス リンデンシュミット アルマ＝タデマ ヤン・ストバーツ ガースティン ウジェーヌ・ヨールス ヘイン・ケファー エフェルト・ピーテルス フレデリク・ホール エドワード・ホーネル J.E.バトラー モデスト・ユイス ヴァン・デ・ヴスタイン ストラーテン |
| モデスト・ユイス                      | 1874-1932 | ベルギー           | 画家         | ダフィット・テニールス フスタフ・ワッペルス ド・ケイゼル A・フラム フェルハス リンデンシュミット アルマ＝タデマ ヤン・ストバーツ ガースティン ウジェーヌ・ヨールス ヘイン・ケファー エフェルト・ピーテルス フレデリク・ホール エドワード・ホーネル J.E.バトラー モデスト・ユイス ヴァン・デ・ヴスタイン ストラーテン |
| エルゼ・ベルク                        | 1877-1942 | ドイツ（オランダ） | 画家         | ダフィット・テニールス フスタフ・ワッペルス ド・ケイゼル A・フラム フェルハス リンデンシュミット アルマ＝タデマ ヤン・ストバーツ ガースティン ウジェーヌ・ヨールス ヘイン・ケファー エフェルト・ピーテルス フレデリク・ホール エドワード・ホーネル J.E.バトラー モデスト・ユイス ヴァン・デ・ヴスタイン ストラーテン |
| ギュスターフ・ヴァン・デ・ヴスタイン  | 1881-1947 | ベルギー           | 画家、教授   | ダフィット・テニールス フスタフ・ワッペルス ド・ケイゼル A・フラム フェルハス リンデンシュミット アルマ＝タデマ ヤン・ストバーツ ガースティン ウジェーヌ・ヨールス ヘイン・ケファー エフェルト・ピーテルス フレデリク・ホール エドワード・ホーネル J.E.バトラー モデスト・ユイス ヴァン・デ・ヴスタイン ストラーテン |
| ジョルジュ・ヴァントンゲルロー        | 1886-1965 | ドイツ             | 彫刻家       | ダフィット・テニールス フスタフ・ワッペルス ド・ケイゼル A・フラム フェルハス リンデンシュミット アルマ＝タデマ ヤン・ストバーツ ガースティン ウジェーヌ・ヨールス ヘイン・ケファー エフェルト・ピーテルス フレデリク・ホール エドワード・ホーネル J.E.バトラー モデスト・ユイス ヴァン・デ・ヴスタイン ストラーテン |
| アンリ・ファン・ストラーテン          | 1892-1944 | ベルギー           | 画家         | ダフィット・テニールス フスタフ・ワッペルス ド・ケイゼル A・フラム フェルハス リンデンシュミット アルマ＝タデマ ヤン・ストバーツ ガースティン ウジェーヌ・ヨールス ヘイン・ケファー エフェルト・ピーテルス フレデリク・ホール エドワード・ホーネル J.E.バトラー モデスト・ユイス ヴァン・デ・ヴスタイン ストラーテン |
| ウォルター・ヴァン・ベイレンドンク    | 1957-     | ベルギー           | F.D.         | ダフィット・テニールス フスタフ・ワッペルス ド・ケイゼル A・フラム フェルハス リンデンシュミット アルマ＝タデマ ヤン・ストバーツ ガースティン ウジェーヌ・ヨールス ヘイン・ケファー エフェルト・ピーテルス フレデリク・ホール エドワード・ホーネル J.E.バトラー モデスト・ユイス ヴァン・デ・ヴスタイン ストラーテン |
| リュック・タイマンス                  | 1958-     | ベルギー           | 画家         | ダフィット・テニールス フスタフ・ワッペルス ド・ケイゼル A・フラム フェルハス リンデンシュミット アルマ＝タデマ ヤン・ストバーツ ガースティン ウジェーヌ・ヨールス ヘイン・ケファー エフェルト・ピーテルス フレデリク・ホール エドワード・ホーネル J.E.バトラー モデスト・ユイス ヴァン・デ・ヴスタイン ストラーテン |
| ドリス・ヴァン・ノッテン              | 1958-     | ベルギー           | F.D.         | ダフィット・テニールス フスタフ・ワッペルス ド・ケイゼル A・フラム フェルハス リンデンシュミット アルマ＝タデマ ヤン・ストバーツ ガースティン ウジェーヌ・ヨールス ヘイン・ケファー エフェルト・ピーテルス フレデリク・ホール エドワード・ホーネル J.E.バトラー モデスト・ユイス ヴァン・デ・ヴスタイン ストラーテン |
| ヤン・ファーブル                      | 1958-     | ベルギー           | 彫刻家       | ダフィット・テニールス フスタフ・ワッペルス ド・ケイゼル A・フラム フェルハス リンデンシュミット アルマ＝タデマ ヤン・ストバーツ ガースティン ウジェーヌ・ヨールス ヘイン・ケファー エフェルト・ピーテルス フレデリク・ホール エドワード・ホーネル J.E.バトラー モデスト・ユイス ヴァン・デ・ヴスタイン ストラーテン |
| アン・ドゥムルメステール              | 1959-     | ベルギー           | F.D.         | ダフィット・テニールス フスタフ・ワッペルス ド・ケイゼル A・フラム フェルハス リンデンシュミット アルマ＝タデマ ヤン・ストバーツ ガースティン ウジェーヌ・ヨールス ヘイン・ケファー エフェルト・ピーテルス フレデリク・ホール エドワード・ホーネル J.E.バトラー モデスト・ユイス ヴァン・デ・ヴスタイン ストラーテン |
| ダーク・ビッケンバーグ                | 1962-     | ドイツ             | F.D.         | ダフィット・テニールス フスタフ・ワッペルス ド・ケイゼル A・フラム フェルハス リンデンシュミット アルマ＝タデマ ヤン・ストバーツ ガースティン ウジェーヌ・ヨールス ヘイン・ケファー エフェルト・ピーテルス フレデリク・ホール エドワード・ホーネル J.E.バトラー モデスト・ユイス ヴァン・デ・ヴスタイン ストラーテン |
| 瀬尾英樹                              | 1974-     | 日本               | F.D.         | ダフィット・テニールス フスタフ・ワッペルス ド・ケイゼル A・フラム フェルハス リンデンシュミット アルマ＝タデマ ヤン・ストバーツ ガースティン ウジェーヌ・ヨールス ヘイン・ケファー エフェルト・ピーテルス フレデリク・ホール エドワード・ホーネル J.E.バトラー モデスト・ユイス ヴァン・デ・ヴスタイン ストラーテン |